# Gönye Çayı
La rivière de Gönye (Gönye Çayı) est un cours d'eau de Turquie coupé par le barrage d'Erzincan qui sert à l'alimentation en eau potable pour la ville d'Erzincan. Ce cours d'eau qui conflue avec l'Euphrate au sud-ouest d'Erzincan à 18 km au sud-est du barrage.